# Summia Tora
Summia Tora (Kabul) es una activista afgana defensora de los derechos de las mujeres y los refugiados además de emprendedora social.
En noviembre de 2023 fue incluida en la lista de las 100 mujeres de la BBC.

## Trayectoria
La familia de Tora es de origen uzbeko, y huyó de Afganistán a finales de la década de 1990 debido al ascenso de los talibanes. Se reasentaron en Peshawar en Pakistán, donde Tora fue a la escuela. Abandonó Peshawar en 2014 para asistir a la escuela secundaria en Nuevo México (Estados Unidos) a través de los United World Colleges. Realizó la prueba de acceso a la escuela en marzo de 2014 en el hotel Serena de Kabul; al día siguiente, este fue atacado por militantes talibanes. Se graduó en la escuela secundaria en 2016 y se marchó al Earlham College, donde se graduó en 2020.
Tora se convirtió en la primera becaria de la Fundación Rhodes afgana en 2020. Obtuvo un máster en políticas públicas en la Blavatnik School of Government de la Universidad de Oxford, y un máster en Derecho Internacional de los Derechos Humanos por la Universidad de Oxford.
El primer trabajo de Tora en activismo fue desestigmatizar la salud y la higiene menstruales tanto en Afganistán como en Pakistán. En 2019, Tora trabajó con refugiados afganos y solicitantes de asilo en Grecia durante cinco meses. En 2021, Tora fundó la Red Dosti para proporcionar ayuda humanitaria a los afganos bajo el dominio talibán y ayudarles a trasladarse fuera del país si lo deseaban. En septiembre de 2021, Tora escribió un artículo para The Economist sobre la evacuación de Afganistán.
Tora vive en Londres desde 2023. El padre de Tora estaba en Afganistán en 2021 y quedó atrapado en el país tras la caída de Kabul. La familia de Tora huyó de Afganistán por miedo a persecución. Afortunadamente, pudieron reasentarse en los Estados Unidos.

## Reconocimientos
- En 2022, Tora fue una de los 18 destinatarios de la beca Echoing Green. Tora dijo que utilizaría la beca para ampliar la Red Dosti.[6]
- En mayo de 2023, fue nombrada como una de las 30 Under 30 en Asia de Forbes.[7]
- En junio de 2023, Tora recibió el premio CEU Open Society, como una de las seis representantes de la lucha de las mujeres afganas por la protección de los derechos de las mujeres y niñas en Afganistán.[9]

- En noviembre de 2023, fue nombrada una de las 100 mujeres de la BBC.[1]